# Cheiloxena tuberosa
Cheiloxena tuberosa es un coleóptero de la familia Chrysomelidae.
Fue descrita científicamente en 1992 por Reid.